# Beckeriella maculata
Beckeriella maculata är en tvåvingeart som beskrevs av Wayne N. Mathis och David Grimaldi 2000. Beckeriella maculata ingår i släktet Beckeriella och familjen vattenflugor.
Artens utbredningsområde är Madagaskar. Inga underarter finns listade i Catalogue of Life.